# Martin Guisse
Pour les articles homonymes, voir Guisse et Guise (homonymie).
Martin George Guisse, né Guise , le 12 mars 1780 à Elmore Court ou Highnam, dans le Gloucestershire et tué en janvier 1829 à Guayaquil), est un amiral de la Royal Navy britannique qui se mit au service des guerres d'indépendance en Amérique du Sud.

## Biographie
Après avoir participé à la bataille de Trafalgar, il accéda au grade d'amiral dans la Royal Navy.
Il partit ensuite en Amérique latine se mettre au service de la cause de l'indépendance des pays du continent vis-à-vis de l'Espagne. Il servit dans la marine chilienne sous les ordres de Thomas Cochrane, avec le grade de capitaine. Ensemble, ils s'emparèrent de la frégate espagnole Esmeralda dans le port de Callao en août 1820. Mais, Cochrane blessé, Guisse ordonna le repli alors que l'amiral voulait détruire le reste de la flotte espagnole ainsi que les installations portuaires. Les deux hommes ne s'entendirent plus. Cochrane finit par traduire Guisse en cour martiale au printemps 1821, le poussant à la démission.
Martin Guisse se retira alors à Miraflores où il se maria avec la jeune Juana Valle Riestra.
En 1829, lorsque éclata la guerre entre le Pérou et la Grande Colombie, il reprit du service. Il mena une attaque victorieuse sur Guayaquil mais fut tué par un tireur embusqué. Son corps fut ramené à Callao où il fut enterré en habit de franciscain.
En 1926, ses cendres ont été transférées au Panteón de los Próceres (en) qui abrite les dépouilles des héros des guerres d'indépendance en Amérique du Sud.